# Gori (Mahakali)
Der Gori, auch Gori Ganga oder Gori Gad, ist ein etwa 100 km langer rechter Nebenfluss des Kali (Mahakali) im indischen Bundesstaat Uttarakhand.

## Verlauf
Der Gori wird vom Milamgletscher im Garhwal-Himalaya gespeist. Im Quellgebiet liegen die Gipfel Nanda Pal, Nanda Gond, Tirsuli, Hardeol und Rishi Pahar. Der Fluss strömt in südsüdöstlicher Richtung durch den Distrikt Pithoragarh. Dabei passiert er die Ortschaften Milam und Madkote. Er durchbricht das Gebirge in einer steilen Schlucht. Von rechts nimmt er anschließend die Gonka auf. Ein Gebirgszug im Osten mit den Panchchuli-Gipfeln trennt das Gorital vom weiter östlich verlaufenden Darmatal. Der Gori mündet schließlich bei Jauljibi an der nepalesischen Grenze in den Kali.